# Sven Strömberg (jurist)
Sven Johan Mauritz Strömberg, född 16 juni 1905 i  Österby bruksförsamling, Uppsala län, död 3 december 1982 i Engelbrekts församling, Stockholm, var en svensk jurist och ämbetsman.
Sven Strömberg var son till Otto Strömberg. Strömberg blev jur. kand. 1930, extra fiskal i Svea hovrätt 1934, assessor 1941 och hovrättsråd i Svea hovrätt 1949. Han blev byråchef för lagärenden i Justitiedepartementet 1948, tillförordnad chef för rättsavdelningen i Jordbruksdepartementet 1949 och ordinarie chef 1950. Han var regeringsråd 1952–1955. Han var verkställande direktör för Svenska bankföreningen från 1 juli 1955 till 1970.